# Leo Herberghs
Leo Herberghs (Heerlen, 21 juli 1924 - aldaar, 10 mei 2019) was een Nederlandse dichter en schrijver.

## Biografie
Leo Herberghs werkte lange tijd als journalist voor een aantal Limburgse dagbladen. Tegelijkertijd bouwde hij aan een imposant oeuvre van dichtbundels, kinderboeken en beschouwend proza.
Hij leefde teruggetrokken en zocht nauwelijks de publiciteit, wat zijn nog steeds marginale positie in het Nederlandse literaire landschap kan verklaren.
De dichter Leo Herberghs heeft vooral bekendheid verworven met zijn 'latere werk'. Het uit lange gedichten bestaande vierluik Avond (1989), Ochtend (1990), Middag (1992) en Nacht (1993) bezorgde hem veel nieuwe lezers. Herberghs is bekend - en geliefd - in met name Zuid-Nederland en Vlaams België. Critici prijzen hem vaak als dichter van het kleine, 'een notulist van het veronachtzaamde'.
Herberghs was enige tijd penningmeester van de Zuidelijke Afdeling van de Maatschappij der Nederlandse Letterkunde.
Poëzie van hem is vertaald in het Frans, Duits en Spaans. Een aantal van zijn gedichten verscheen als bibliofiele uitgave.
Zeven verzen uit Heilig Weer zijn op muziek gezet door de componist John W. M. Slangen, als zeven liederen voor zangstem en piano.
Zijn langere gedicht Herfst in Mechelen werd in 2009 verfilmd in het kader van een multimedia-productie.
In 1998 verzorgden Yolanda Bloemen, Wiel Kusters en Ben van Melick een uitgebreide bloemlezing van meer dan veertig jaren uit Herberghs' poëzie onder de titel Portret van een landschap. Gedichten 1953-1997.
Herberghs vertaalde onder andere Twee Heren en ander proza van Kurt Schwitters. In 2001 verscheen Dutch grey / Hollands Grijs, zijn vertaling van gedichten van de New Yorkse avantgarde-architect en kunstenaar John (Quentin) Hejduk.
Leo Herberghs werkte mee aan een groot aantal literaire tijdschriften, waaronder Roeping, Raam, Kentering, De Gids en De Revisor. Van 1955 tot 1975 was hij mederedacteur van Nieuwe Stemmen.
Gedichten van zijn hand verschenen in tal van bladen, boeken en andere uitgaven. Én bloemlezingen: van Erts (Amsterdam 1955, redactie Bert Voeten) tot De Wasknijper (2005).
Eigen werk van de 'stille' dichter is ook opgenomen in de canon van Gerrit Komrij, de anthologie NEDERLANDSE POËZIE van de 19de t/m de 21ste eeuw (Amsterdam 1996/2004, 13e-14e verm. dr.).
In november 2010 is Leo Herberghs in Maastricht door het provinciebestuur benoemd tot Limburger van Verdienste, een eer die onder anderen ook de voetballer Mark van Bommel ten deel is gevallen.
Herberghs werd door de commissaris van de koningin ('gouverneur') Léon Frissen geprezen als "de stille dichter, wars van drukte".
Hij overleed in 2019 op 94-jarige leeftijd in zijn geboorteplaats.

## Beknopte bibliografie (poëzie)
- Refugium (1946)
- Monologus sub astra (1950)
- Met aarden vingers (1955)
- Wonen op aarde (1962)
- Lessen in landschap (1968)
- Huisboek voor de landman (1972)
- De heerlijkheid en de windlust (1975)
- Heilig weer (1978)
- Gerucht (1981)
- Weggelegde gedichten (1984)
- De adem van de Maas, Hoek van Holland-Langres, reisnotities (1986)
- Maanmuzikanten (1989)
- Straat- en windgedichten (1992)
- De wereld van her - Pepijnse gedichten (1994)
- Geheim vlak (1997)
- Portret van een landschap. Gedichten 1953-1997 (1998)
- Etmaal, seizoenen, omzwervingen (1999)
- Daarmee wordt gezwegen - gevolgd door De afdaling van de regen (2001)
- Weggang (2002)
- Mijzelf achterna (2006)
- Dit (2009)
- Hij, de langzaamste van allen (2011)
- De bolle ogen van februari & Hölderlins einde (2012)
- De randen van de wereld (2014)

## Secundaire literatuur
- Van voor het begin - Twaalf auteurs over de poëzie van Leo Herberghs (1999, Landgraafse cahiers 6, uitg. Herik)

- In 2017 verscheen bij Uitgeverij Plantage Dat het er is, een bibliografie van het werk van Leo Herberghs, samengesteld door Jef Schaeps en Sanne Thomas.
- Wiel Kusters: 'Levensbericht Leo Herberghs'. In: Jaarboek van de Maatschappij der Nederlandse Letterkunde te Leiden, 2023-2024, p. 81-87

## Leo Herberghs Poëzieprijs
De Stichting Dichter in Beeld reikte enige tijd de Leo Herberghs Poëzieprijs uit, een geldbedrag plus een afbeelding van een gedicht van de prijswinnaar - aangebracht op een poëtische boomstam en geplaatst in het Limburgs landschap langs een wandelroute te Voerendaal. De uitdeling van de prijs vond gedurende vijf jaar plaats in cultureel centrum het Schunck* Glaspaleis in Heerlen, waarvoor een schenking werd verkregen van Leo en Cis Herberghs.
Prijswinnaars waren Kreek Daey Ouwens (2014), Emma Crebolder (2015), Maria Barnas (2016), Ben Zwaal (2017) en Frans Budé (2018).
Na Herberghs’ overlijden ging de prijs in reprise. Stichting Dichter in Beeld reikte wederom vijf prijzen uit aan dichters met een affiniteit voor zijn werk. Ditmaal kwam hun speciaal geschreven gedicht op een stalen zuiltje dat geplaatst werd langs het Spoorpad in de Lage Fronten te Maastricht. Ook een in memoriam van Wiel Kusters en een gedicht van Herberghs zelf gingen deel uit maken van die korte poëzieroute. De winnaars waren ditmaal: Maarten van der Graaff (2020), Lucas Rijneveld (2021), Radna Fabias (2022), Maud Vanhauwaert (2023) en Paul Hermans (2024).